# Cetopsorhamdia nasus
Cetopsorhamdia nasus är en fiskart som beskrevs av Eigenmann och Fisher, 1916. Cetopsorhamdia nasus ingår i släktet Cetopsorhamdia och familjen Heptapteridae. Inga underarter finns listade i Catalogue of Life.